# Анабела
Анабела је женско име.
Неки од носилаца овог имена су Анабела Шјора и Анабела Басало.

## Значење и поријекло
Име је домаћа народна творевина и сложено је од Ана и Бела. Ана значи милост, захвалност, а Бела лијепа, чиста (из енглеског језика) или бијела-бела (из српског језика).